# Еледжик (Правищко)
Еледжик или Елиджик (на гръцки: Αετοπλαγιά, до 1928 година: Ελετζίκ, Еледзик,) е бивше село в Гърция, в дем Кушница, област Източна Македония и Тракия.

## География
Селото е разположено в югозападните склонове на Кушница (Пангео). На мястото на селото е манастирът „Свети Пантелеймон“.

## История

### В Османската империя
В началото на XX век селото е изцяло турско селище в Правищката кааза на Османската империя. Съгласно статистиката на Васил Кънчов („Македония. Етнография и статистика“) към 1900 година Елиджикъ е изцяло турско селище с 250 жители.

### В Гърция
След Междусъюзническата война в 1913 година селото попада в Гърция. При обмена на население между Турция и Гърция през 20-те години жителите на Еледжик емигрират в Турция и на тяхно място са заселени гърци бежанци. В 1928 година името на селото е сменено на Аетоплая. Според статистиката от 1928 година селото (Αετοπλαγιά Ελεδζίκ) е изцяло бежанско с 46 семейства и 168 жители общо. Българска статистика от 1941 година показва 225 жители. Селото пострадва силно по време на Гражданската война (1946 - 1949) и след нормализирането на обстановката населението му се установява в съседното Османли (Хрисокастро).
В 1951 година селото е закрито.
| Година    | 1913 | 1920 | 1928 | 1940 | 1951 | 1961 | 1971 | 1981 | 1991 | 2001 | 2011 | 2021 |
| --------- | ---- | ---- | ---- | ---- | ---- | ---- | ---- | ---- | ---- | ---- | ---- | ---- |
| Население | 212  | 176  | 205  | 235  |      |      |      |      |      |      |      |      |